# Pactolinus transvaalensis
Pactolinus transvaalensis är en skalbaggsart som beskrevs av Yves Gomy 2001. Pactolinus transvaalensis ingår i släktet Pactolinus och familjen stumpbaggar. Inga underarter finns listade i Catalogue of Life.